# Chanson pour que tu m'aimes un peu
Singles de France Gall
Teenie Weenie Boppie
(1967) La fille d'un garçon
(1968)
Chanson pour que tu m'aimes un peu est une chanson de France Gall. Elle est initialement parue en 1967 en EP et ensuite en 1968 sur l'album 1968,.

## Développement et composition
La chanson a été écrite par Robert Gall et Philippe Gall. L'enregistrement a été produit par Denis Bourgeois.

## Liste des pistes
EP 7" 45 tours Teenie Weenie Boppie / Bébé requin / Chanson pour que tu m'aimes un peu / Made In France (1966, Philips 437.358 BE, France)
A1. Teenie weenie boppie (2:56)
A2. Chanson pour que tu m'aimes un peu (2:25)
B1. Bébé requin (2:41)
B2. Made in France (2:45)

## Classements
Teenie weenie boppie / Bébé requin / Chanson pour que tu m'aimes un peu,,
| Classement (1967)                       | Meilleure position |
| --------------------------------------- | ------------------ |
| Belgique (Wallonie Ultratop 50 Singles) | 15                 |